# Alessandra Haber
Alessandra Haber Carvalho Santos (Belém, 15 de setembro de 1988) é uma médica e política brasileira, filiada ao Movimento Democrático Brasileiro (MDB) e atualmente deputada federal pelo Pará.

## Biografia
Alessandra Haber formou-se em medicina pela Universidade do Estado do Pará (UEPA) em 2011.
Atua como médica dermatologista no Hospital Santa Maria de Ananindeua (HSMA). Nas eleições de 2022 foi eleita deputada federal pelo Pará, com 258.907 votos, sendo a candidatura mais votada do estado.
É casada com o atual prefeito de Ananindeua, o também médico Daniel Barbosa (MDB).